# Épilepsie partielle migrante
 Mise en garde médicale
L'épilepsie partielle migrante est un syndrome épileptique infantile sévère décrit pour la première fois en 1995 par les services de l'hôpital Saint-Vincent-de-Paul à Paris lors d'une étude rétrospective présentant quatorze cas. Dix-huit autres cas ont depuis été ajoutés à la littérature médicale anglophone.

## Description
L'épilepsie partielle migrante est une encéphalopathie épileptogène caractérisée par l'âge précoce de survenue des crises (0 à 6 mois), sa sévérité sur le plan du développement psychomoteur, la nature multifocale des crises entraînant une expression polymorphe de celles-ci, la difficulté de diagnostic et l'absence de toute cause décelable, sa pharmacorésistance, et enfin par son incidence très rare.

## Nomenclature
Le syndrome est généralement connu en français sous le nom d'« épilepsie partielle migrante ». Une entrée obsolète d'Orphanet et certaines sources le désignent cependant sous le nom de « Épilepsie avec crises partielles migrantes du nourrisson ».
La littérature anglophone utilise les noms de « Migrating partial seizures in infancy » (MPSI) ou de « Malignant migrating partial seizures in infancy » (MMPSI). Plus occasionnellement, la dénomination « Migrating partial epilepsy in infancy » est employée.

## Évolution clinique
L'épilepsie partielle migrante est un syndrome fortement dépendant de l'âge, ce qui laisse supposer l'existence de liens étroits entre l'expression du syndrome et des processus de maturation. Les premières crises d'épilepsie apparaissent avant l'âge de six mois et peuvent surgir dès les premières heures suivant la naissance. L'enfant ne rencontre généralement pas de difficulté notable avant la survenue des crises et son développement jusque-là est d'ordinaire normal. Un cas de microcéphalie congénitale est toutefois reporté.
Le syndrome n'exprime pas immédiatement sa forme définitive, ce qui peut induire les premières démarches diagnostiques en erreur. Les premières crises paraissent parfois unifocales, c'est-à-dire restreintes à un unique foyer épileptogène, pouvant faire soupçonner la présence d'une dysplasie et postuler à tort en faveur d'un recours chirurgical.
Dans la forme complète du syndrome, les crises sont multifocales, touchant indépendamment différentes régions des deux hémisphères cérébraux. La fréquence des crises s'accroît considérablement, celles-ci venant souvent par bouffées, jusqu'à parfois devenir quasi continues.
L'évolution du syndrome s'accompagne progressivement d'une détérioration cérébrale. Les enfants régressent sur le plan psychomoteur. L'électroencéphalogramme devient pathologique, montrant un ralentissement de l'activité de fond et une absence des figures de maturation attendues pour l'âge. Enfin des signes d'atteinte cérébrale deviennent apparents, parmi lesquels on trouve une hypotonie majeure et le développement d'une microcéphalie chez une majorité d'enfants, ainsi que selon les cas : syndrome pyramidal, syndrome extrapyramidal et strabisme.
Les investigations étiologiques - examens métaboliques, imagerie cérébrale, investigations génétiques, historique périnatal, etc. - échouent toutes à révéler une cause.
Le développement psychomoteur est en général faible ou inexistant, alternant parfois périodes de récupération et nouvelles régressions. Les enfants sont fortement hypotoniques, de fait souvent quadriplégiques, et fréquemment dans l'incapacité de se nourrir, le recours à une nutrition entérale devenant dès lors nécessaire.
Après plusieurs années, les crises tendent à disparaître, laissant l'enfant avec de profonds déficits psychomoteurs. On observe toutefois une résurgence des crises en présence de maladies intercurrentes.

## Diagnostic
Le diagnostic d'épilepsie partielle migrante repose sur la conjonction de critères cliniques et électroencéphalographiques ainsi que sur le parcours de l'enfant. Coppola et al. soumettent dans leur article original de 1995 sept critères :
1. développement normal avant les premières crises ;
2. survenue des crises avant 6 mois d'âge ;
3. premières crises de type partiel à composante motrice ;
4. crises multifocales devenant quasiment ininterrompues ;
5. pharmacorésistance aux anticonvulsivants conventionnels ;
6. absence d'étiologie connue ;
7. retard psychomoteur sévère.

## Sémiologie des crises
Les crises sont multifocales. Autrement dit elles sont partielles (circonscrites au sein de l'encéphale à certaines régions) et non restreintes à un unique foyer : le cortex entier semble au contraire prédisposé à la génération d'un évènement paroxystique. L'expression clinique des crises est par conséquent polymorphe et changeante. Une généralisation secondaire, c'est-à-dire l'embrasement de tout l'encéphale par une crise partielle, peut survenir couramment. Les crises sont non-provoquées mais peuvent être favorisées par l'endormissement, le réveil ou l'état de sommeil.

## Caractéristiques EEG
L'électroencéphalogramme (EEG) intercritique révèle des pointes lentes multifocales ainsi qu'un ralentissement de l'activité de fond. Il est également décrit comme plus ou moins anormal, avec une absence des figures physiologiques, particulièrement en période de crises intensives où un état intercritique est généralement impossible à identifier.
L'EEG critique est monomorphique (c'est-à-dire d'aspect constant d'une crise à l'autre) et caractérisé par une activité rythmique lente le plus souvent d'ordre theta ou alpha lent dont l'amplitude s'accroît et la fréquence tend à diminuer. On observe un recrutement des régions adjacentes par l'activité paroxystique et il est courant en période de crises intensives qu'une nouvelle crise fasse immédiatement suite à la précédente ou survienne avant même que celle-ci ne prenne fin, touchant une nouvelle région indépendamment du précédent site et donnant l'impression d'une « migration » des crises d'une région à l'autre. Dans quelques cas est reportée la propagation de crises dans l'hémisphère controlatéral au foyer d'origine, tandis que dans l'hémisphère de départ s'essouffle ou s'éteint l'activité paroxystique.

## Pronostic
Le pronostic est décrit comme très pauvre, bien qu'un article américain paru en 2005 se propose de tempérer cette assertion. Le taux de mortalité est significatif dans les 18 premiers mois de vie en raison de la sévérité des crises et de la survenue d'états de mal, tandis que les enfants plus âgés semblent plutôt exposés aux maladies intercurrentes. Le développement psychomoteur est très faible dans tous les cas. L'issue semble néanmoins un peu plus favorable chez les enfants dont on a pu contrôler les crises dans la première année de vie, laissant à penser que la détérioration psychomotrice est au moins en partie imputable aux crises mêmes.

## Traitement
L'épilepsie partielle migrante est réfractaire aux traitements anticonvulsivants, bien que ceux-ci puissent apporter un soulagement transitoire. Une réponse positive a cependant pu être obtenue avec certaines médications. Ce sont les cas :
- du stiripentol (Diacomit®) en association avec le clonazépam (Rivotril®), reporté comme efficace dans deux cas[1].
- du bromure de potassium reporté comme efficace dans deux cas[7], inefficace dans un autre[3], et efficace de façon transitoire dans un dernier pour lequel les crises ont réapparu après 11 mois de rémission[8].
- récemment du lévétiracétam (Keppra®), reporté comme efficace dans un cas[3], et inefficace dans un autre[8].

## Génétique et hérédité
Aucun cas familial n'a à ce jour été reporté et il n'existe pas de lien évident avec un historique familial d'épilepsies ou de convulsions fébriles. Une étude préliminaire visant à établir la base génétique de l'épilepsie partielle migrante a été publiée en 2006 et a écarté plusieurs gènes impliqués dans le codage de canaux ioniques.